# 1137

## Догађаји
- Википедија:Непознат датум — Битка код Монтферана

- Пролеће – Цар Јован II Комнин предводи византијске експедиционе снаге у Киликију (византијска флота чува његов бок). Побеђује Јермене под принцом Лавом I („Господар планина“) и осваја градове Мерсин, Тарс, Адану и Мамистру. Лав се повлачи у велика утврђења Аназарбус – где његов гарнизон пружа отпор 37 дана. Византијске опсадне машине руше његове зидине и град је приморан на предају. Лав бежи у планине Таурус, док византијске снаге марширају ка југу у равницу Антиохије.
- 29. август – Цар Јован II се појављује пред зидинама Антиохије и логорује се са византијском војском на северној обали реке Оронт. Неколико дана опседа град, Ремон од Поатјеа (кнез Антиохије) је приморан на предају. Признаје Јована као свог врховног суверена и постаје са Жосленом II (грофом Едесе) вазал Византијског царства.
- 25. март – Базваџ, мамелучки (робовски) командант Дамаска, покреће војну кампању против Триполија, стижући до Горе ходочасника. Побеђује крсташку војску под командом грофа Понса (заштитника Триполија). Понс је приморан да бежи у планине где га заробљавају домаћи хришћани. Касније га Базваџ предаје и одмах погуби.
- Лето – Битка код Барина: Крсташке снаге предвођене краљем Фулком од Јерусалима распршује и поражава Имад ал-Дин Зенги, селџучки гувернер (атабег) Мосула. Фулк са малом телохранитељском гардом бежи у замак Монферан, који је окружен и опседнут од стране Зенгија. Након преговора, Фулку је дата слобода у замену за замак.
- 9. април – Вилијам X (Светац), војвода од Аквитаније, умире док је био на ходочашћу у Сантијаго де Компостелу (данашња Шпанија). На самрти, изражава жељу да види краља Луја VI (Дебелог) од Француске као заштитника своје петнаестогодишње ћерке Елеоноре и да јој пронађе одговарајућег мужа.
- 25. јул – Луј VI шаље свог шеснаестогодишњег сина Луја Капета са пратњом од 500 витезова у Бордо, заједно са опатом Сугером задуженим за венчање. Луј и Елеонора се венчавају у катедрали Сент Андре. Француска уједињује Аквитанију и њене територије са Пиринејима.
- 1. август – Луј VI умире од дизентерије у Паризу након 29-годишње владавине. Наследио га је Луј Капет (познат као Луј VII) као краљ Француске. Током његовог ступања на престо, грађани Орлеана и Поатјеа се буне – желећи да организују комуне (стварајући независне градове-државе).
- 11. август – Рамон Беренгер IV, гроф од Барселоне, ожењен је принцезом Петронилом од Арагона (само једногодишњом) – чији отац, краљ Рамиро II од Арагона, тражи помоћ од Барселоне против краља Алфонса VII од Кастиље, абдицирајући са престола у корист Рамона 13. новембра.
- 30. октобар – Битка код Рињана: Сергије VII, војвода (magister militum) од Напуља, поражен је од сицилијанских снага под краљем Руђером II од Сицилије. Сергије је убијен, а Роџер успоставља директну контролу над Напуљем – номинујући свог 17-годишњег сина Алфонса од Капуе за новог војводу.
- 4. децембар – Цар Лотар III умире код Брајтенванга у Тиролу, док се повлачи из Италије након побуне међу својим трупама. Његов зет Хенри X (Поносни), војвода од Баварске, наслеђује Војводство Саксонија.
- Алморавидска флота од 37 бродова напада обале јужне Италије, под норманском влашћу.
- Пролеће – Краљ Стивен Енглески плови у Нормандију да би се суочио са Џефријем V (Лепим) и Анжувинцима, који нападају јужне области Нормандије. Иако Стивен има извесног успеха, није у стању да поврати Нормандију од Матилде, ћерке и наследнице покојног краља Хенрија I.
- Краљ Грифид ап Кинан од Гвинеда умире након 56-годишње владавине, обновивши велшку моћ коју је раније срушио Хенри I. Наслеђује га син Оваин Гвинед који заједно са својом другом браћом, Кадваладром и Кадвалоном, ради на оживљавању моћи Гвинеда у Велсу.
- 3. јун – Пожар тешко оштећује катедралу у Рочестеру, али је убрзо обновљена.
- 4. јун – Пожар уништава већи део града Јорка, укључујући 39 цркава и Јоркшку катедралу.
- У првом трговачком споразуму између Алмохадског калифата и хришћанске силе, Република Ђенова добија трговачка права у луци Северне Африке.
- Етиопско царство основао је цар Мара Такла Хајманот из династије Загве.
- У Кини, током династије Сунг, избио је пожар у новој престоници Хангџоу. Влада је обуставила захтев за плаћање закупнине, милостиња од 108.840 кг (120 тона) пиринча је подељена сиромашнима, а предмети попут бамбуса, дасака и простирки од рогоза су ослобођени државног опорезивања.

## Смрти
- Адела Нормандијска (супруга Стефана од Блоа)

- Вилијам X Аквитански
- Нићифор Вријеније

- Ерик II Дански

- Лотар III Саксонац
- Луј VI Дебели

- Понс од Триполија

- Ramanudža